# ناحیه هملین، شهرستان میسون، میشیگان
ناحیه هملین (به انگلیسی: Hamlin Township) یک منطقهٔ مسکونی در ایالات متحده آمریکا است که در شهرستان ماسون، میشیگان واقع شده‌است.
 ناحیه هملین  ۳٬۴۰۸ نفر جمعیت دارد و ۱۹۲ متر بالاتر از سطح دریا واقع شده‌است.